# Liste des évêques de Nsukka
Liste des évêques de Nsukka
(Dioecesis Nsukkana)
L'évêché nigérian de Nsukka est créé le 19 novembre 1990, par détachement de l'évêché d'Enugu.

## Sont évêques
- Depuis le 19 novembre 1990 : Francis Okobo (Francis Emmanuel Ogbonna Okobo).

## Sources
- L'ANNUAIRE PONTIFICAL, sur le site http://www.catholic-hierarchy.org, à la page .